# Galar (Pokémon)
Galar is een fictieve regio in de Pokémonwereld, die voorkomt in de serie en in de spellen Pokémon Sword en Shield. De regio is gebaseerd op het Verenigd Koninkrijk. Dit is te zien aan verschillende plekken in de regio, waaronder de hoofdstad Wyndon, die gebaseerd is op Londen. In deze regio zijn, net zoals in elke nieuwe generatie Pokémonspellen, verschillende nieuwe Pokémon te vinden die in voorgaande generaties niet voorkwamen. Galar telt een totaal van 86 nieuwe Pokémon. Tevens kwam in deze regio voor het eerst in de spellen het fenomeen Dynamaxing voor. Hierbij worden Pokémon voor een bepaalde tijd vele malen groter en sterker dan hun normale vorm.